# アンダーズ東京
アンダーズ 東京（アンダーズとうきょう、英語: Andaz Tokyo）は、東京都港区の虎ノ門ヒルズ（2014年6月11日開業）内にある高級ホテル。ハイアットホテルアンドリゾーツの1つである。

## 概要
虎ノ門ヒルズ森タワーの47階 - 52階および37階、1階に入居する。
ブランド名の「アンダーズ」はヒンディー語で「パーソナルスタイル」を意味する言葉で、同ブランドのホテルとしては12番目の開業となる。
運営は森ビルグループの森ビルホスピタリティコーポレーション。同社はグランドハイアット東京の運営会社でもあるため、同ホテルとは兄弟関係になる。森ビルでは当ホテルを「虎ノ門ヒルズの考え方を凝縮した存在」と捉えているという。
正式オープンに先立ち、2013年9月6日六本木ヒルズ内に「アンダーズスタジオ」を開設し、各種先行イベントを行っていた。
羽田空港、成田空港を結ぶリムジンバスも当ホテルに発着する。

## 特徴
客室は47 - 50階にスイート8室含む164室。広さは50平米 (「デラックス」の付かないゲストルーム)から「アンダーズ スカイスイート」(49, 50F)の210平米で、全室Wi-Fi完備。価格帯としては「パークハイアット東京よりは安くグランドハイアット東京よりは高い」値段が意識されている。
51・52階にはレストラン・バー「ザ タヴァン グリル＆ラウンジ」、バー「ルーフトップ バー」、婚礼・ウエディング会場、37階にはスパ・フィットネス施設「AO スパ＆クラブ」、1階にはカフェ「BeBu」および「ペストリー ショップ」が設置されている。フロントは51階にあるが、一般的なチェックインカウンターは設置されず、フロントデスクとベルとコンシェルジュの機能を統合した「アンダーズ ホスト」と呼ばれるスタッフを配置している。客室でチェックインを行うことも可能とされる。東京タワーを望む最上階の52階には都内最高所の独立型チャペルや日本初となるオープンエアスペースを含むルーフトップ バーなどが設けられる。

## レストラン&バー
- ザ タヴァン グリル&ラウンジ
  - アンダーズ 東京のメインダイニング。ダイニングエリアとラウンジエリアに分かれる。
  - 開業当初は「アンダーズ タヴァン」として営業、2018年4月16日のリニューアルと共に現名称に改称し、グリル料理が主体となる[9]。日本の食材と熟成方法にこだわり、高温のオーブンで香ばしくジューシーにグリルした熟成肉をはじめ、クラシカルな定番メニューを提供するレストランバー[10]。
  - 時期ごとに変わるアフタヌーンティーのプランも提供されている[11]。
- Rooftop Bar（ルーフトップ バー）
  - 最上階52 階にあるバー。レインボーブリッジやお台場などの夜景を望める。オープンエアスペース併設。[12]。
- BeBu（ビブ）
  - 1階に位置するカフェ＆バー。自家製ハンバーガーとクラフトビールを提供。[13]。
- Pastry Shop（ペストリー ショップ ）
  - １階に位置するパティスリーカフェ。エクレアや旬のフルーツを使用したタルト、焼き菓子などが並ぶ。[14]。
- the SUSHI（ザ スシ）
  - 52階のルーフトップバーの奥に位置する８席のカウンター限定の本格江戸前寿司。[15]。

## 結婚式場・挙式スタイルの特徴
東京タワーを望む独立型のチャペル、2つのスタジオ「ルーフトップ スタジオ」と「TOKYO スタジオ」、東京タワーが一望できるオープンテラス。。
- チャペル

虎ノ門ヒルズ最上階、52階テラスにある独立型のチャペル。
- ルーフトップ スタジオ

最上階52階ならではの都会の眺望と緑あふれる自然な空間がコンセプト。オープンテラスへと続く全面ガラス張りの扉からは東京タワーが一望できる。収容人数：正餐／80名、立食／100名。
- TOKYO スタジオ

和を意識したプライベート空間がコンセプトの会場。虎ノ門ヒルズ51階から東京タワーやベイエリアを見渡せる。天井高5.5メートル、収容人数：正餐／100名、立食／120名。
- 挙式スタイルの特徴

チャペルでのチャペルウエディング、ルーフトップ スタジオでのガーデンウエディング、隣接ショーキッチンを利用したレストランウエディング、レストランウエディングなどをオーダーメイドのスタイルを選ぶことができる。ウェディングケーキや披露宴の料理は、アンダーズ 東京のパティスリー「ペストリー ショップ」とメインダイニング「ザ タヴァン グリル＆ラウンジ」で製作される。

## 施設
- AOスパ&クラブ
  - 37階のスパ・フィットネス施設。炭酸水やバーデプールなどが設けられている。
- 結婚式場
  - 52階にある都内最高所に、独立型チャペル「ルーフトップ スタジオ」と和を意識した「TOKYO スタジオ」が設けられている。[16]
- 宴会施設
  - 52階の「ルーフトップ スタジオ」の他、51階に宴会施設が6室の計7室用意されている。
- 美容室「Mod's hair on ANDAZ TOKYO」

## アクセス
- 鉄道
  - 東京メトロ日比谷線虎ノ門ヒルズ駅より中目黒方面地下鉄歩行者通路経由で徒歩約3分
  - 東京メトロ丸ノ内線・東京メトロ千代田線霞ケ関駅A12番出口より徒歩約8分
  - 都営地下鉄三田線内幸町駅A3番出口より徒歩約8分
  - JR山手線・京浜東北線・東海道線・横須賀線新橋駅烏森出口より徒歩約11分